# Aktion Humane Schule
Die Aktion Humane Schule e.V. wurde 1974 von dem Theologieprofessor Walter Leibrecht aus Betroffenheit über einen Schülerselbstmord gegründet.  Als Bürgerbewegung setzt sich der Verein mit Sitz in Ingersheim (Neckar) für mehr Menschlichkeit in der Schule ein. Der Verein verfügt über einen wissenschaftlichen Beirat, in dem vierzehn Wissenschaftler vertreten sind. In Presseerklärungen nimmt der Verein regelmäßig Stellung zu aktuellen Fragen (Rechtschreibreform, Gewalt an Schulen, Zensuren etc.).  Der Verein arbeitet unabhängig, überparteilich und überkonfessionell als eingetragener Verein und dient unmittelbar gemeinnützigen Zwecken. Er fühlt sich dem Kinderschutzbund sowie der  Deutschen Kinder- und Jugendstiftung verbunden.

## Verbreitung
Die AHS ist in mehr als 10 Bundesländern vertreten. Sie setzt sich schwerpunktmäßig neben vielen anderen aktuellen Bereichen für folgende Themen ein:
- Längeres gemeinsames Lernen (besonders der Grundschulkinder)
- humane Leistungsbeurteilung
- Probleme mit Schulangst
- Schülermobbing
- Mobbing auf der Erwachsenenebene (auch Lehrerbereich)
- Schülerbeteiligung  an Entscheidungsprozessen innerhalb von Bildung und Schulen

In Baden-Württemberg und in Schleswig-Holstein arbeiten selbständige Landesverbände der Aktion Humane Schule. Bei Gesetzesänderungen, die die allgemeinbildenden Schulen betreffen, wird die Aktion Humane Schule in Schleswig-Holstein regelmäßig um Stellungnahme gebeten.
Gemeinsam mit der GGG (Gemeinnützige Gesellschaft Gesamtschule – Verband für Schulen des gemeinsamen Lernens), der GEW (Gewerkschaft Erziehung und Wissenschaft), dem Grundschulverband, dem NRW-Bündnis Eine für alle und der PogA (Politik gegen Aussonderung – Koalition für Integration und Inklusion) setzt der Verein sich in dem Bündnis „Eine für alle – die inklusive Schule für die Demokratie“ dafür ein, die Behindertenrechtskonvention der UNO auch im deutschen Schulsystem umzusetzen.
Gerade an den Tagen vor der Ausgabe der Zeugnisse macht die AHS in Schulen (Plakate) und im Rundfunk auf die Möglichkeiten der Überwindung von Problemen in diesem Zusammenhang aufmerksam. Dabei arbeitet der Verein oftmals mit kommunalen und die gleichen Ziele verfolgenden Einrichtungen zusammen und bildet mit ihnen eine Lobby, um auf Landesebene Forderungen deutlich zu machen.
Die Aktion Humane Schule ist im Vorstand des Forums Bildungspolitik in Bayern vertreten und Mitglied im Bündnis „Gemeinschaftsschule in Bayern“.
Bei der jährlichen Tagung zu einem jeweils aktuellen Thema erarbeiten Mitglieder und interessierte Gäste das ebenfalls jährlich erscheinende Heft „Humane Schule“.
Die Aktion Humane Schule fordert eine inklusive Schule, in der Kindern ein angstfreies Lernen ermöglicht wird. Dazu gehört eine gemeinsame Schulzeit für die gesamte Dauer der Pflichtschulzeit. In einem gebundenen, rhythmisierten Ganztag sollen Kinder und Jugendliche angstfrei lernen und ihre individuellen Fähigkeiten entwickeln können. Die AHS setzt sich für ermutigende Formen der Lernentwicklungsrückmeldungen ein und lehnt Ziffernnoten ab.
Ehrenvorsitzender ist u. a. der Fachdidaktiker Wulf Wallrabenstein.
Zum wissenschaftlichen Beirat gehören u. a. Otto Herz, Olaf-Axel Burow, Klaus Hurrelmann, Eiko Jürgens, Rudi Krawitz, Stephan Marks, Reinhold Miller, Ulf Preuss-Lausitz, Anne Sliwka und Jörg Ziegenspeck.